# 唐方
唐方或邛方为商朝方国，其地大致与叔虞所封之唐处于同一个位置（今山西省曲沃）。

## 历史
- 商武丁时代对邛方与另一方国土方进行持续的大规模征战，殷商在与土方和邛方的战争中长期处于被动，